# Markwart Müller-Hillebrand
Markwart Carl Hildebrant Müller-Hillebrand (bis 1921 Markwart Carl Hildebrant Müller; * 2. Februar 1900 in Dieuze; † 13. Juli 1980 in Erlangen) war ein deutscher Oberregierungsbaurat bzw. Bundesbahnoberrat, Diplom-Ingenieur und Ehrenbürger der Stadt Grünberg (Hessen).

## Leben
Müller-Hillebrand war der älteste Sohn des preußischen Offiziers Hermann August John Eustace Müller (1859–1914) und der Catherine Margaret Jane Seliger (1865–1949) sowie Bruder des Professors für Elektrotechnik Dietrich Müller-Hillebrand und des Generalleutnants des Heeres Burkhart Müller-Hillebrand.
Nach dem Abitur an der Augustinerschule in Friedberg (Hessen) studierte Müller-Hillebrand Architektur und Kunstgeschichte an der TH Darmstadt. Nach dem Abschluss begann er 1923 eine Laufbahn als Architekt im öffentlichen Dienst als hessischer Regierungsbaumeister, Baubeamter der Reichsfinanzverwaltung, 1926 der Wechsel zur Reichsbahn und 1928 ins Reichsverkehrsministerium. Im Jahr 1936 folgte die Aufgabe der Laufbahn im Bauwesen und er übernahm die Leitung der Reichsbahnfilmstelle beim Reichsbahn-Zentralamt in Berlin, die Filme zu Unterrichtszwecken herstellte. Diese Dienststelle wurde 1941 ins Reichsverkehrsministerium übernommen.

Zwei Eisenbahnwagen, die von 1941 bis 1945 als Filmstelle des Reichsverkehrsministeriums zur Truppenbetreuung genutzt wurden

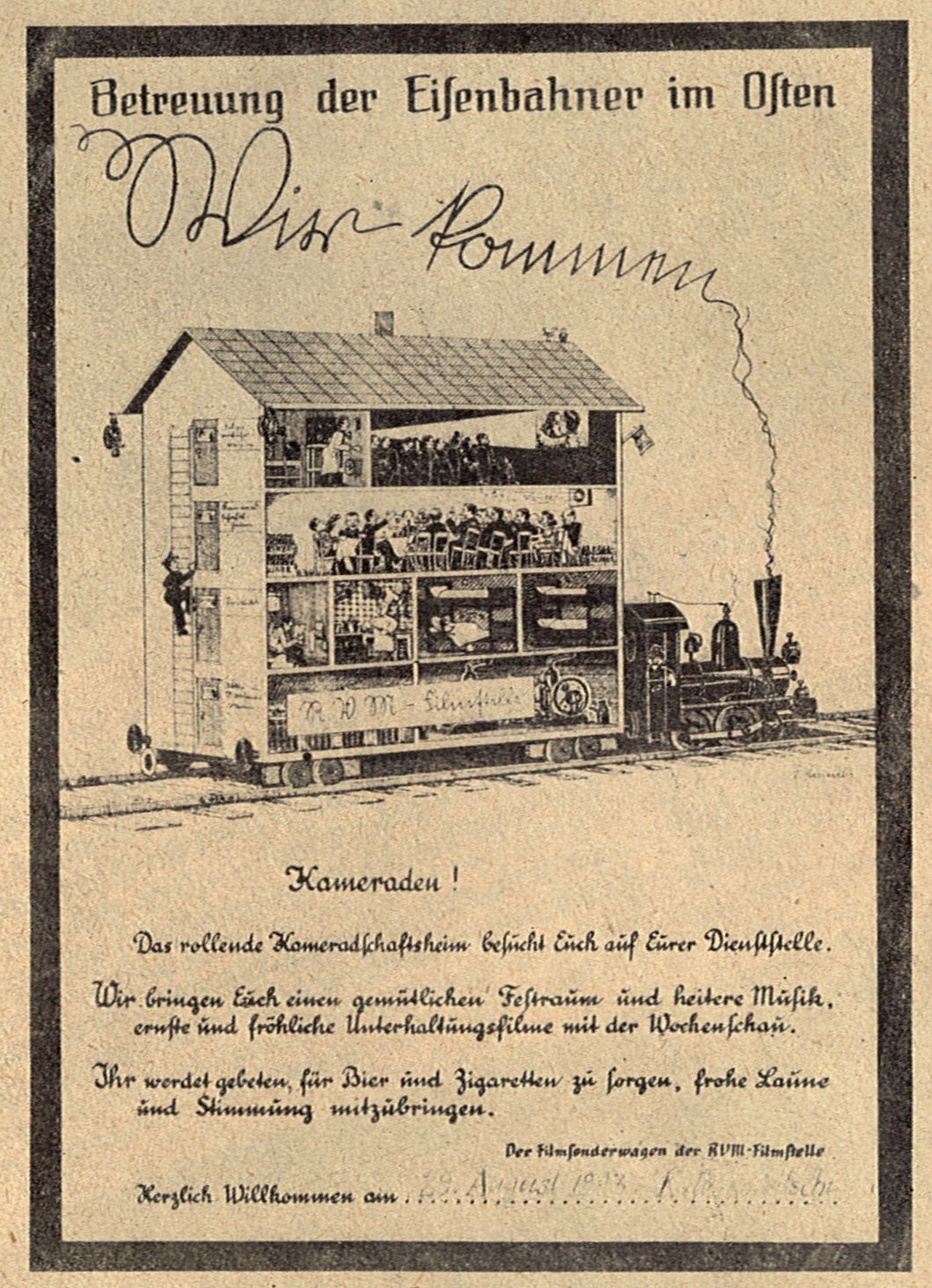
Faksimile eines Plakates zur Ankündigung des „Filmzug“ zur Truppenbetreuung (~1941/1942)

Im Jahr 1941 projektierte Müller-Hillebrand einen „Filmzug“, bestehend aus zwei französischen Eisenbahnwagen, zur Betreuung der „Osteisenbahner“ hinter der Front in besetzten Gebieten. Im Februar und Juli 1942 entstanden auf russischem Gebiet Dokumentaraufnahmen vom Eisenbahnbetrieb. Ein damals entstandener Film Reichsbahn in Russland ist verschollen. 300 Fotos zum Thema „Die Reichsbahn im russischen Winter 1941/42“ wurden dem Verkehrsmuseum Nürnberg 2002 überlassen und in die Dauer-Ausstellung „Im Dienst von Demokratie und Diktatur. Die Reichsbahn 1920–1945“ integriert.
Nach Kriegsende war Müller-Hillebrand unter anderem im Auftrag der US-Amerikaner mit der Sortierung der beschlagnahmten Filmbestände der Filmstelle tätig. Diese Tätigkeit erfolgte an seinem späteren Wohnort Grünberg (Hessen), für dessen Geschichte und Baudenkmäler er sich in der Folge interessierte. Ab 1952 war er wieder als Architekt bei der Deutschen Bundesbahn mit Dienstorten in Hannover, Nürnberg und ab 1956 in Wuppertal-Elberfeld tätig. 1962 gewann er den 1. Preis bei einem Preisausschreiben der Fachzeitung Eisenbahntechnische Rundschau mit der Arbeit Die Wiederherstellung der Marktfähigkeit des Eisenbahnreiseverkehrs; in dieser Arbeit wird die Situation der Verkehrsplanung in Deutschland mit den Konzepten der Nachbarstaaten (Frankreich, Niederlande, Großbritannien, Schweden, Schweiz) ausführlich verglichen. Als Resümee wird unter anderem vorgeschlagen, im Schnellzugverkehr mehr Wirtschaftlichkeit durch ein verbessertes Verkehrsangebot insbesondere durch Beschleunigung der Züge und Verkürzung der Halte zu erreichen. Eines der benannten Fernziele ist die Abschaffung der Bahnsteigsperren.
Bereits seit 1948 und verstärkt nach dem Eintritt in den Ruhestand 1965 beteiligte sich der Architekt in seinem Wohnort Grünberg (Hessen) verstärkt an der Altstadtsanierung. Sein Interesse an historischem Fachwerkbau wurde durch die Arbeit an dem kunstgeschichtlichen Führer Wetteravia (1949) geweckt und Müller-Hillebrand verhinderte durch Eingaben den Abriss wertvoller Baukunstwerke und gestaltete die Halle des Rathauses durch Freilegung des Fachwerks und historische Ausmalungen neu. Er unterstützte die Rekonstruktion vieler Fachwerkhäuser und lieferte 1967 den Entwurf für das heutige Stadtwappen mit dem „Grünberger Reiter“. Anlässlich der 750-jährigen Ersterwähnung der Stadt im Jahr 1972 beteiligte er sich an der Organisation eines historischen Festzuges. Für sein langjähriges Engagement erhielt er 1976 die Ehrenbürgerwürde der Stadt Grünberg.
Von 1929 bis 1936 war Müller-Hillebrand verheiratet mit Gisela geb. Focking (1907–1983, zwei Kinder), seit 1939 mit Jutta geb. von Arnim (1907–1979, drei Kinder).

## Schriften
- Straßenfahrzeuge auf Bahnsteigen. In: Verkehrstechnische Woche. 1935[6], Heft 3
- Pioniere des Eisenbahn-Hochbauwesens. In: Verkehrstechnische Woche. Sonderausgabe zum 100-jährigen Eisenbahnjubiläum 1935[6]
- Die Eisenbahn im Stadtbild. In Transit, Zeitschrift für das Eisenbahnwesen Europas. 1942, Heft 4
- Der Bahnhof im Stadtkörper. In: Großdeutscher Verkehr.[7] 1942, Heft 14
- Städtebau vom Verkehrsstandpunkt. In: Großdeutscher Verkehr.[7] 1943, Heft 13
- Wetteravia. Ein kunstgeschichtlicher Führer für Münzenberg, Lich, Arnsburg, Hungen, Laubach und Grünberg. Verlag Albin Klein, Gießen, 1949, DNB 453501931
- Cronberg: Geschichte eines Rittergeschlechts. Verlag Waldemar Kramer, Frankfurt am Main 1950, DNB 453501923
- Eisenbahn und Städteplanung. In: Jahrbuch des Eisenbahnwesens. 1950[8]
- Idealgestaltung von Bahnhof-Empfangsgebäuden. In: Jahrbuch des Eisenbahnwesens 1952[9]
- Die Wiederherstellung der Marktfähigkeit des Eisenbahnreiseverkehrs. In: Eisenbahntechnische Rundschau. 1962, Heft 10 und 11